# Мозамбикский жестовый язык
Мозамбикский жестовый язык (Mozambican Sign Language) — основной жестовый язык общества глухих в Мозамбике. Наиболее распространён среди глухих, проживающих в трёх крупнейших городах: Бейра, Мапуто и Нампула. В 1999 году были приложены усилия по стандартизации языка. Мозамбикский жестовый язык не базируется на португальском жестовом языке,  или на американском жестовом языке, хотя подобное происхождение ему иногда приписывается.